# 里弗韋爾 (新澤西州)
里弗韋爾（英語：River Vale）是位於美國新澤西州伯根縣的一個鎮區。

## 地方資料
里弗韋爾的面積為11.17平方千米，當中陸地面積為10.54平方千米，而水域面積為0.63平方千米。根據2020年美國人口普查的數據，當地共有人口9909人，而人口密度為每平方千米887.11人。